# Volleyball Casalmaggiore 2016-2017
Questa voce raccoglie le informazioni riguardanti il Volleyball Casalmaggiore nelle competizioni ufficiali della stagione 2016-2017.

## Stagione
La stagione 2016-17 è per il Volleyball Casalmaggiore, sponsorizzato dalla Pomì, la quarta consecutiva in Serie A1; come allenatore viene scelto Giovanni Caprara, mentre la rosa rimane sostanzialmente invariata rispetto alla stagione precedente con le conferme di Carli Lloyd, Valentina Tirozzi, Immacolata Sirressi, Lauren Gibbemeyer, Jovana Stevanović e Lucia Bacchi: tra i nuovi innesti quelli di Lucia Bosetti, Samanta Fabris, Anastasia Guerra, Carmen Țurlea e Klara Perić, mentre tra le cessioni quelle di Francesca Piccinini, Carlotta Cambi, Margareta Kozuch, Tereza Matuszková e Rossella Olivotto.
Grazie alla vittoria della Champions League 2015-16 il Volleyball Casalmaggiore partecipa al campionato mondiale per club; chiude la fase a gironi al secondo posto con due vittorie e una sconfitta all'attivo, qualificandosi alla fase a eliminazione diretta. Nelle semifinali incontra il Volero Zürich, battuto per 3-1, mentre in finale la sfida è contro l'Eczacıbaşı Spor Kulübü, squadra che si aggiudica l'incontro e il trofeo a seguito della vittoria per 3-2.
Il campionato si apre con cinque successi di fila: la prima sconfitta arriva alla sesta giornata in casa della Futura Volley Busto Arsizio; il resto del girone di andata vede la squadra di Casalmaggiore sempre vittoriosa, classificandosi al primo posto, utile per l'accesso alla Coppa Italia. Il girone di ritorno inizia con tre vittorie consecutive, poi nelle successive cinque giornate ottiene un solo successo e quattro sconfitte: la regular season si chiude con due gare vinte consecutive e una persa all'ultima giornata, conquistando il secondo posto in classifica. Nei quarti di finale dei play-off scudetto supera in tre gare la Futura Volley Busto Arsizio, mentre nelle semifinali viene sconfitto in due gare dall'AGIL Volley e quindi eliminato dalla competizione.
Il primo posto al termine del girone di andata della Serie A1 2016-17 consente al Volleyball Casalmaggiore di partecipare alla Coppa Italia: nei quarti di finale perde nella gara di andata dal River Volley per 3-0 per poi vincere quella di ritorno con lo stesso risultato: tuttavia viene eliminato dal torno a seguito della sconfitta al golden set.
Grazie ai risultati ottenenti nel campionato 2015-16 il club lombardo ottiene la qualificazione alla Coppa CEV: inizia il proprio cammino dai sedicesimi di finale eliminando nelle varie fasi della competizione, con vittoria sia all'andata che al ritorno, l'Haifa Volleyball Club, l'Hämeenlinnan Pallokerho Naiset negli ottavi di finale e il Männerturnverein Stuttgart 1843 nei quarti di finale. In semifinale va di scena il derby italiano con la Futura Volley Busto Arsizio: sarà proprio la squadra avversaria a passare il turno grazie alla vittoria sia nella gara di andata che in quella di ritorno.

## Organigramma societario
Area direttiva
- Presidente: Massimo Boselli
- Dirigente: Andrea Formica, Giuseppe Storti, Giuseppe Pini, Massimo Ghini, Matteo Mennella, Pietro Dolci, Peter Panetta, Emanuele Saccenti, Davide Saccenti, Alessandro Truzzi, Alessi Morconi, Daniela Valentini
- Segreteria generale: Dorina Attolini

Area organizzativa
- Direttore generale: Giovanni Ghini
- Responsabile amministrativa: Raffaella Storti
- Team manager: Mario Angiolini
- Responsabile Champions League: Luciano Toscani
- Responsabile palasport: Stefano Ghelfi
- Responsabile tavolo score: Andrea Pini
- Responsabile led: Andrea Formica

Area tecnica
- Allenatore: Giovanni Caprara
- Allenatore in seconda: Giorgio Bolzoni
- Scout man: Antonio Orlandi
- Assistente allenatore: Federico Bonini

Area comunicazione
- Ufficio stampa: Manuel Bongiovanni
- Responsabile tifosi: Mauro Amato
- Fotografo: Giuseppe Storti

Area marketing
- Ufficio marketing: Claudio De Felice
- Biglietteria: Francesca Borroni

Area sanitaria
- Medico: Claudio Toscani, Graziano Sassarini, Giacomina Pinardi
- Preparatore atletico: Marco Da Lozzo
- Fisioterapista: Paolo Agnetti, Cristian Carubelli

## Rosa
| N° | Nome                | Ruolo | Data di nascita   | Nazionalità sportiva |
| -- | ------------------- | ----- | ----------------- | -------------------- |
| 1  | Lucia Bacchi        | S     | 4 gennaio 1981    | Italia               |
| 2  | Lorena Zuleta       | C     | 16 gennaio 1981   | Colombia             |
| 3  | Carli Lloyd         | P     | 6 agosto 1989     | Stati Uniti          |
| 4  | Klara Perić         | P     | 30 marzo 1998     | Croazia              |
| 5  | Immacolata Sirressi | L     | 19 maggio 1990    | Italia               |
| 6  | Carmen Țurlea       | S/O   | 18 novembre 1975  | Romania              |
| 8  | Lauren Gibbemeyer   | C     | 8 settembre 1988  | Stati Uniti          |
| 9  | Lucia Bosetti       | S     | 9 luglio 1989     | Italia               |
| 10 | Giulia Gibertini    | L     | 30 settembre 1984 | Italia               |
| 12 | Anastasia Guerra    | S     | 15 ottobre 1996   | Italia               |
| 13 | Samanta Fabris      | S/O   | 8 febbraio 1992   | Croazia              |
| 15 | Jovana Stevanović   | C     | 30 giugno 1992    | Serbia               |
| 16 | Valentina Tirozzi   | S     | 26 marzo 1986     | Italia               |
| 18 | Tamara Sušić        | C     | 28 novembre 1990  | Croazia              |

## Mercato
| Acquisti | Acquisti         | Acquisti     | Acquisti   |
| R.       | Nome             | da           | Modalità   |
| -------- | ---------------- | ------------ | ---------- |
| S        | Lucia Bosetti    | Fenerbahçe   | definitivo |
| S/O      | Samanta Fabris   | AGIL         | definitivo |
| L        | Giulia Gibertini | Forlì        | definitivo |
| S        | Anastasia Guerra | Club Italia  | definitivo |
| P        | Klara Perić      | HAOK Mladost | definitivo |
| C        | Tamara Sušić     | CSM Bucarest | definitivo |
| S/O      | Carmen Țurlea    | San Casciano | definitivo |
| C        | Lorena Zuleta    | Žetysu       | definitivo |

| Cessioni | Cessioni            | Cessioni        | Cessioni   |
| R.       | Nome                | a               | Modalità   |
| -------- | ------------------- | --------------- | ---------- |
| P        | Carlotta Cambi      | AGIL            | definitivo |
| L        | Giada Cecchetto     | VolAlto Caserta | definitivo |
| S        | Marianna Ferrara    | Évreux          | definitivo |
| S/O      | Margareta Kozuch    | -               | ritirata   |
| S/O      | Tereza Matuszková   | -               | ritirata   |
| C        | Rossella Olivotto   | Pesaro          | definitivo |
| S        | Francesca Piccinini | AGIL            | definitivo |
| C        | Tamara Sušić        | ŁKS             | definitivo |

## Risultati

### Serie A1

#### Girone di andata
| 1ª giornata - 12 ottobre 2016 PalaYamamay, Busto Arsizio          | Club Italia     | 2 - 3 | Casalmaggiore | 25-22, 20-25, 25-13, 11-25, 11-15 |
| 2ª giornata - 2 novembre 2016 PalaRadi, Cremona                   | Casalmaggiore   | 3 - 0 | Pro Victoria  | 25-12, 26-24, 25-20               |
| 3ª giornata - 30 ottobre 2016 PalaResia, Bolzano                  | Neruda          | 2 - 3 | Casalmaggiore | 25-21, 25-23, 16-25, 17-25, 10-15 |
| 4ª giornata - 5 novembre 2016 PalaTerdoppio, Novara               | AGIL            | 1 - 3 | Casalmaggiore | 20-25, 25-21, 17-25, 21-25        |
| 5ª giornata - 13 novembre 2016 PalaRadi, Cremona                  | Casalmaggiore   | 3 - 1 | Imoco         | 25-20, 25-23, 17-25, 30-28        |
| 6ª giornata - 19 novembre 2016 PalaYamamay, Busto Arsizio         | Busto Arsizio   | 3 - 2 | Casalmaggiore | 19-25, 25-23, 25-18, 19-25, 15-8  |
| 7ª giornata - 27 novembre 2016 PalaRadi, Cremona                  | Casalmaggiore   | 3 - 0 | San Casciano  | 25-16, 25-22, 25-18               |
| 8ª giornata - 3 dicembre 2016 PalaPanini, Modena                  | River           | 2 - 3 | Casalmaggiore | 25-21, 27-25, 18-25, 15-25, 10-15 |
| 9ª giornata - 15 dicembre 2016 PalaRadi, Cremona                  | Casalmaggiore   | 3 - 1 | Bergamo       | 20-25, 25-17, 28-26, 25-19        |
| 10ª giornata - 18 dicembre 2016 Palazzetto dello Sport, Scandicci | Savino Del Bene | 0 - 3 | Casalmaggiore | 23-25, 13-25, 14-25               |
| 11ª giornata - 26 dicembre 2016 PalaRadi, Cremona                 | Casalmaggiore   | 3 - 2 | Flero         | 19-25, 25-14, 20-25, 25-12, 15-12 |

#### Girone di ritorno
| 12ª giornata - 18 gennaio 2017 PalaRadi, Cremona             | Casalmaggiore | 3 - 0 | Club Italia     | 25-18, 25-22, 25-16              |
| 13ª giornata - 22 gennaio 2017 Palazzetto dello Sport, Monza | Pro Victoria  | 0 - 3 | Casalmaggiore   | 23-25, 22-25, 16-25              |
| 14ª giornata - 30 gennaio 2017 PalaRadi, Cremona             | Casalmaggiore | 3 - 0 | Neruda          | 25-11, 25-14, 25-14              |
| 15ª giornata - 5 febbraio 2017 PalaRadi, Cremona             | Casalmaggiore | 1 - 3 | AGIL            | 25-23, 22-25, 26-28, 18-25       |
| 16ª giornata - 12 febbraio 2017 PalaVerde, Villorba          | Imoco         | 3 - 1 | Casalmaggiore   | 26-24, 17-25, 25-19, 25-21       |
| 17ª giornata - 15 febbraio 2017 PalaRadi, Cremona            | Casalmaggiore | 3 - 1 | Busto Arsizio   | 25-23, 25-16, 16-25, 25-17       |
| 18ª giornata - 2 marzo 2017 Nelson Mandela Forum, Firenze    | San Casciano  | 3 - 2 | Casalmaggiore   | 25-18, 9-25, 25-16, 16-25, 15-13 |
| 19ª giornata - 25 febbraio 2017 PalaRadi, Cremona            | Casalmaggiore | 1 - 3 | River           | 25-15, 18-25, 29-31, 22-25       |
| 20ª giornata - 11 marzo 2017 PalaNorda, Bergamo              | Bergamo       | 1 - 3 | Casalmaggiore   | 19-25, 25-22, 22-25, 15-25       |
| 21ª giornata - 19 febbraio 2017 PalaRadi, Cremona            | Casalmaggiore | 3 - 1 | Savino Del Bene | 25-23, 23-25, 25-19, 25-21       |
| 22ª giornata - 25 marzo 2017 PalaGeorge, Montichiari         | Flero         | 3 - 1 | Casalmaggiore   | 21-25, 25-22, 25-18, 25-17       |

#### Play-off scudetto
| Quarti di finale (gara 1) - 7 aprile 2017 PalaYamamay, Busto Arsizio | Busto Arsizio | 2 - 3 | Casalmaggiore | 21-25, 28-26, 25-23, 17-25, 11-15 |
| Quarti di finale (gara 2) - 19 aprile 2017 PalaRadi, Cremona         | Casalmaggiore | 0 - 3 | Busto Arsizio | 24-26, 22-25, 20-25               |
| Quarti di finale (gara 3) - 20 aprile 2017 PalaRadi, Cremona         | Casalmaggiore | 3 - 0 | Busto Arsizio | 25-22, 27-25, 25-19               |
| Semifinali (gara 1) - 25 aprile 2017 PalaTerdoppio, Novara           | AGIL          | 3 - 0 | Casalmaggiore | 25-22, 25-18, 21-25, 25-20        |
| Semifinali (gara 2) - 28 aprile 2017 PalaRadi, Cremona               | Casalmaggiore | 1 - 3 | AGIL          | 15-25, 20-25, 28-26, 20-25        |

### Coppa Italia

#### Fase a eliminazione diretta
| Quarti di finale (andata) - 5 gennaio 2017 PalaPanini, Modena | River         | 3 - 0 | Casalmaggiore | 25-18, 25-22, 25-16                   |
| Quarti di finale (ritorno) - 8 gennaio 2017 PalaRadi, Cremona | Casalmaggiore | 3 - 0 | River         | 25-15, 25-15, 25-19 Golden set: 16-18 |

### Campionato mondiale per club

#### Fase a gironi
| 1ª giornata - 18 ottobre 2016 Mall of Asia Arena, Pasay | Casalmaggiore | 0 - 3 | Eczacıbaşı     | 17-25, 18-25, 15-25               |
| 2ª giornata - 19 ottobre 2016 Mall of Asia Arena, Pasay | Casalmaggiore | 3 - 2 | Rio de Janeiro | 17-25, 25-20, 25-20, 19-25, 18-16 |
| 3ª giornata - 20 ottobre 2016 Mall of Asia Arena, Pasay | PSL All-Stars | 0 - 3 | Casalmaggiore  | 19-25, 15-25, 21-25               |

#### Fase a eliminazione diretta
| Semifinali - 22 ottobre 2016 Mall of Asia Arena, Pasay | Volero Zurigo | 1 - 3 | Casalmaggiore | 27-25, 23-25, 17-25, 23-25        |
| Finale - 23 ottobre 2016 Mall of Asia Arena, Pasay     | Eczacıbaşı    | 3 - 2 | Casalmaggiore | 25-19, 20-25, 25-19, 22-25, 15-11 |

### Coppa CEV

#### Fase a eliminazione diretta
| Sedicesimi di finale (andata) - 12 gennaio 2017 PalaRadi, Casalmaggiore     | Casalmaggiore | 3 - 0 | Maccabi Haifa | 25-20, 25-18, 25-13               |
| Sedicesimi di finale (ritorno) - 26 gennaio 2017 Romema Sports Arena, Haifa | Maccabi Haifa | 0 - 3 | Casalmaggiore | 21-25, 15-25, 19-25               |
| Ottavi di finale (andata) - 8 febbraio 2017 PalaRadi, Casalmaggiore         | Casalmaggiore | 3 - 0 | HPK Naiset    | 25-18, 25-18, 25-17               |
| Ottavi di finale (ritorno) - 22 febbraio 2017 Elenia Areena, Hämeenlinna    | HPK Naiset    | 2 - 3 | Casalmaggiore | 16-25, 21-25, 25-15, 27-25, 12-15 |
| Quarti di finale (andata) - 7 marzo 2017 SCHARRena, Stoccarda               | MTV Stoccarda | 2 - 3 | Casalmaggiore | 19-25, 19-25, 25-22, 25-21, 12-15 |
| Quarti di finale (ritorno) - 15 marzo 2017 PalaRadi, Casalmaggiore          | Casalmaggiore | 3 - 0 | MTV Stoccarda | 25-22, 25-14, 26-24               |
| Semifinali (andata) - 28 marzo 2017 PalaRadi, Casalmaggiore                 | Casalmaggiore | 0 - 3 | Busto Arsizio | 22-25, 20-25, 27-25               |
| Semifinali (ritorno) - 1º aprile 2017 PalaYamamay, Busto Arsizio            | Busto Arsizio | 3 - 2 | Casalmaggiore | 23-25, 23-25, 25-23, 29-27, 15-9  |

## Statistiche

### Statistiche di squadra
| Competizione                 | Punti | In casa | In casa | In casa | In trasferta | In trasferta | In trasferta | Totale | Totale | Totale |
| Competizione                 | Punti | G       | V       | P       | G            | V            | P            | G      | V      | P      |
| ---------------------------- | ----- | ------- | ------- | ------- | ------------ | ------------ | ------------ | ------ | ------ | ------ |
| Serie A1                     | 46    | 14      | 11      | 3       | 13           | 7            | 6            | 27     | 18     | 9      |
| Coppa Italia                 | -     | 1       | 1       | 0       | 1            | 0            | 1            | 2      | 1      | 1      |
| Campionato mondiale per club | 5     | -       | -       | -       | -            | -            | -            | 5      | 3      | 2      |
| Coppa CEV                    | -     | 4       | 3       | 1       | 4            | 3            | 1            | 8      | 6      | 2      |
| Totale                       | -     | 19      | 15      | 4       | 18           | 10           | 8            | 42     | 28     | 14     |

G = partite giocate; V = partite vinte; P = partite perse

### Statistiche dei giocatori
| Giocatore     | Serie A1 | Serie A1 | Serie A1 | Serie A1 | Serie A1 | Coppa Italia | Coppa Italia | Coppa Italia | Coppa Italia | Coppa Italia | Campionato mondiale per club | Campionato mondiale per club | Campionato mondiale per club | Campionato mondiale per club | Campionato mondiale per club | Coppa CEV | Coppa CEV | Coppa CEV | Coppa CEV | Coppa CEV | Totale | Totale | Totale | Totale | Totale |
| Giocatore     | P        | PT       | AV       | MV       | BV       | P            | PT           | AV           | MV           | BV           | P                            | PT                           | AV                           | MV                           | BV                           | P         | PT        | AV        | MV        | BV        | P      | PT     | AV     | MV     | BV     |
| ------------- | -------- | -------- | -------- | -------- | -------- | ------------ | ------------ | ------------ | ------------ | ------------ | ---------------------------- | ---------------------------- | ---------------------------- | ---------------------------- | ---------------------------- | --------- | --------- | --------- | --------- | --------- | ------ | ------ | ------ | ------ | ------ |
| L. Bacchi     | 10       | 14       | 13       | 0        | 1        | ?            | ?            | ?            | ?            | ?            | 1                            | 3                            | 3                            | 0                            | 0                            | 6         | 26        | 20        | 4         | 2         | 17     | ?      | ?      | ?      | ?      |
| L. Bosetti    | 27       | 290      | 244      | 39       | 7        | 2            | ?            | ?            | ?            | ?            | 5                            | 59                           | 40                           | 12                           | 7                            | 7         | 66        | 48        | 10        | 8         | 41     | ?      | ?      | ?      | ?      |
| S. Fabris     | 23       | 448      | 375      | 30       | 43       | 2            | ?            | ?            | ?            | ?            | 5                            | 85                           | 79                           | 3                            | 3                            | 4         | 75        | 67        | 3         | 5         | 34     | ?      | ?      | ?      | ?      |
| L. Gibbemeyer | 27       | 246      | 168      | 75       | 3        | 2            | ?            | ?            | ?            | ?            | 5                            | 32                           | 18                           | 12                           | 2                            | 7         | 72        | 43        | 21        | 8         | 41     | ?      | ?      | ?      | ?      |
| G. Gibertini  | 3        | 0        | 0        | 0        | 0        | ?            | ?            | ?            | ?            | ?            | 2                            | 0                            | 0                            | 0                            | 0                            | 3         | 0         | 0         | 0         | 0         | ?      | ?      | ?      | ?      | ?      |
| A. Guerra     | 26       | 244      | 199      | 15       | 30       | 2            | ?            | ?            | ?            | ?            | 4                            | 13                           | 10                           | 0                            | 3                            | 5         | 36        | 28        | 5         | 3         | 37     | ?      | ?      | ?      | ?      |
| C. Lloyd      | 22       | 84       | 42       | 31       | 11       | 2            | ?            | ?            | ?            | ?            | 4                            | 19                           | 11                           | 6                            | 2                            | 7         | 19        | 9         | 7         | 3         | 35     | ?      | ?      | ?      | ?      |
| K. Perić      | 11       | 9        | 6        | 2        | 1        | ?            | ?            | ?            | ?            | ?            | 3                            | 2                            | 1                            | 0                            | 1                            | 4         | 1         | 1         | 0         | 0         | ?      | ?      | ?      | ?      | ?      |
| I. Sirressi   | 27       | 0        | 0        | 0        | 0        | 2            | ?            | ?            | ?            | ?            | 5                            | 0                            | 0                            | 0                            | 0                            | 7         | 0         | 0         | 0         | 0         | 41     | ?      | ?      | ?      | ?      |
| J. Stevanović | 27       | 284      | 182      | 74       | 28       | 2            | ?            | ?            | ?            | ?            | 5                            | 43                           | 20                           | 18                           | 5                            | 8         | 71        | 40        | 21        | 10        | 42     | ?      | ?      | ?      | ?      |
| T. Sušić      | 0        | 0        | 0        | 0        | 0        | 1            | ?            | ?            | ?            | ?            | 1                            | 0                            | 0                            | 0                            | 0                            | 0         | 0         | 0         | 0         | 0         | 2      | ?      | ?      | ?      | ?      |
| V. Tirozzi    | 20       | 196      | 160      | 10       | 26       | 2            | ?            | ?            | ?            | ?            | 5                            | 48                           | 41                           | 2                            | 5                            | 7         | 59        | 48        | 4         | 7         | 34     | ?      | ?      | ?      | ?      |
| C. Țurlea     | 13       | 47       | 41       | 6        | 0        | ?            | ?            | ?            | ?            | ?            | 4                            | 2                            | 2                            | 0                            | 0                            | 7         | 65        | 58        | 4         | 3         | ?      | ?      | ?      | ?      | ?      |
| L. Zuleta     | 2        | 4        | 1        | 3        | 0        | -            | -            | -            | -            | -            | -                            | -                            | -                            | -                            | -                            | 4         | 16        | 4         | 7         | 5         | 6      | 20     | 5      | 10     | 5      |

P = presenze; PT = punti totali; AV = attacchi vincenti; MV = muri vincenti; BV = battute vincenti